# Marie Luv
Marie Luv (née le 1er novembre 1981 à Hacienda Heights) est une actrice de films pornographiques et un mannequin américaine.

## Biographie
Elle travaille à 14 ans comme caissière dans une base de l'Air Force.
Marie Luv fut diplômée de Cheviot Hills (Los Angeles, CA). Elle commence comme modèle avant d'être contactée par Hustler Magazine.
Elle est la sœur de l'acteur porno gay « Nick Da'Kannon ».

## Récompenses et nominations
- 2007 : AVN Award for Best Group Sex Scene - Video - Fashionistas Safado: The Challenge.
- 2008 : Urban X Awards Best Anal Performer
- 2010 : XRCO Award – Unsung Siren[2]

### Nominations
- 2009 : AVN Award nominee – Female Performer of the Year
- 2009 : AVN Award nominee – Best Supporting Actress – Bad News Betties
- 2009 : AVN Award nominee – Best Anal Sex Scene – Black Ass Addiction 3
- 2009 : AVN Award nominee – Best All-Girl Couples Sex Scene – By Appointment Only 6
- 2008 : F.A.M.E. Awards finaliste nomination for Most Underrated Star
- 2008 : AVN Award, Best Solo Sex Scene for: Freakaholics (2007)
- 2008 : AVN Award, Best Tease Performance for: Anal Asspirations 5 (2006)
- 2007 : AVN Award, Best Three-Way Sex Scene for: Neo Pornographia 4 (2005) Shared with: Otto Bauer & Audrey Hollander